# Oblast Zeja
De oblast Zeja (Russisch: Зейская область; Zejskaja oblast) was een kortstondige oblast binnen de Russische SFSR tussen 1934 en 1937. Het bestuurlijk centrum werd gevormd door de stad Roechlovo (nu Skovorodino).
De oblast ontstond op 22 juli 1934 binnen de Verre-Oostelijke Republiek. De oblast was opgedeeld in 7 rajons (districten): Dzjeltoelakski, Zejski, Zejsko-Oetsjoerski, Mogotsjinski, Njoekzjinski, Roechlovski en Tyndinski. Op 26 september 1937 werd de oblast weer opgeheven en werd onderdeel van de oblast Tsjita. Later kwam het grootste deel van haar grondgebied echter bij de oblast Amoer.